# Біосфера 2

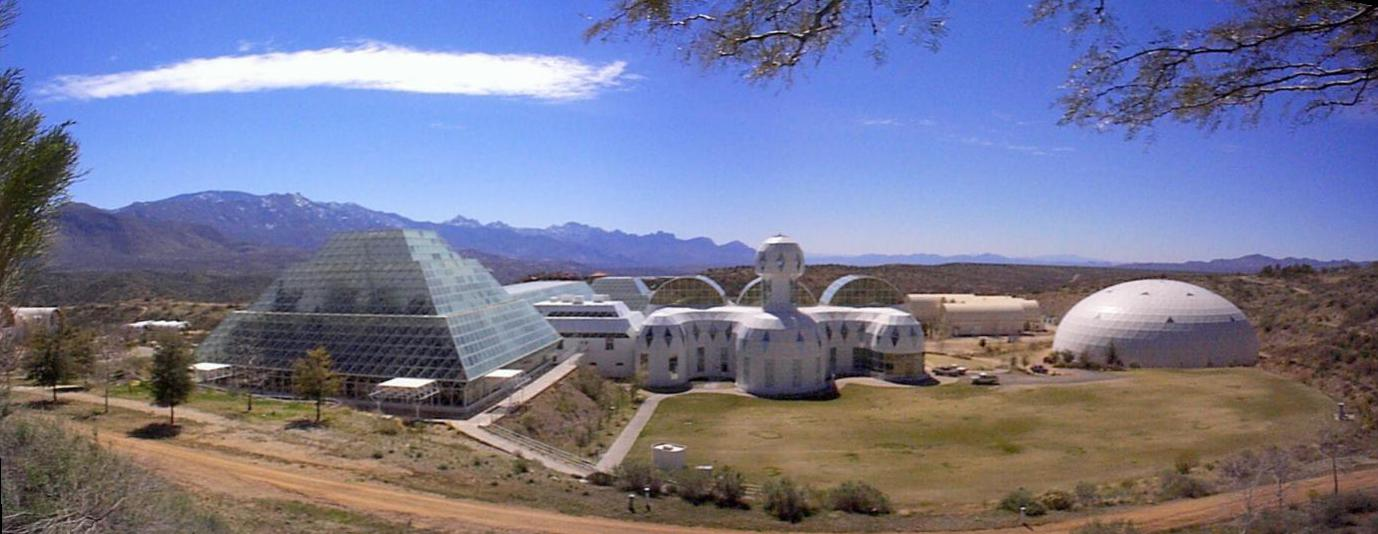
Споруди комплексу

32°34′43″ пн. ш. 110°51′2″ зх. д. / 32.57861° пн. ш. 110.85056° зх. д.
«Біосфера 2» (англ. Biosphere 2) — гігантський герметизований комплекс споруд, який моделює замкнену екологічну систему, збудований компанією «Space Biosphere Ventures» на кошти мільярдера Едварда Басса в пустелі Сонора, Аризона, США. Цифра «2» у назві призначена підкреслити, що «Біосферою 1» є Земля. Альтернативна версія з приводу «першої Biosphere» — саме так називався американський павільйон на всесвітній виставці Експо-67, свого часу не менш відомий, ніж Атоміум. На користь цієї версії говорить помітна зовнішня схожість в конструкції Biosphere і Biosphere 2.
Головним завданням «Біосфери 2» було з'ясувати: чи зможе людина жити і працювати тривалий час у замкнутому середовищі, що імітує природне. У віддаленому майбутньому такі системи можуть бути корисні як автономні поселення в космосі, або в разі крайнього погіршення умов життя на Землі. За цим призначенням комплекс використовувався з 1991 по 1993 рік і потім з березня по вересень 1994 року. Експерименти виявили важливі проблеми в підтримці штучного клімату, біорозмаїття та психологічного стану людей. Надалі комплекс використовується для біосферних досліджень і як туристичний об'єкт.

## Конструкція

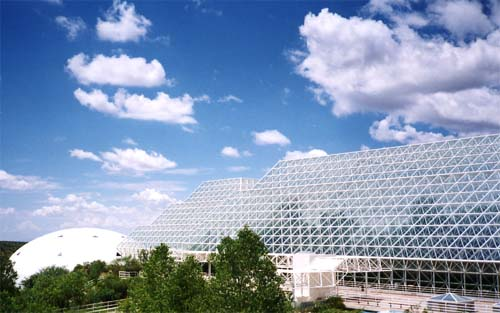
«Біосфера-2»

Дизайн комплексу був задуманий у 1980-х роках американським інженером Джоном П. Алленом, директором Space Biospheres Ventures. У 1984 році придбало територію, де розташовано об'єкт. Його будівництво було завершено в 1989 році. «Біосфера 2» складається з трьох головних зон: надземної герметичної теплиці, підземної технологічної зони та житлової зони.
Теплиця збудована зі скла, підтримуваного сталевими рамами. Має прямокутну форму зі ступінчатими пірамідальними кінцями. Її висота складає 27,7 м у найвищій точці. Теплиця поєднана двома коридорами з критою сільськогосподарською зоною, до якої примикають житлові будівлі.
Підземна зона містить обладнання, що підтримує середовище біосфери: очищує повітря, регулює температуру та вологість. Там містяться генератори, які слугують додатковим джерелом енергії для «Біосфери 2». На південному та західному боках «Біосфери 2» розташовані два великі зовнішні надземні геодезичні куполи, які регулюють тиск повітря всередині теплиці. Для збору води з конденсату слугує резервуар об'ємом 757 тис. літрів. Для переробки відходів використовуються аеробні та анаеробні мікроорганізми та інші системи біологічної переробки, включаючи збірники водоростей і ґрунтовий фільтр повітря.

## Історія експерименту

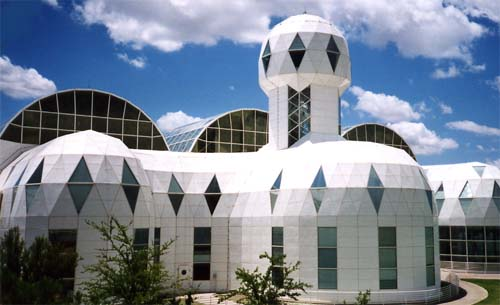
Житлові будівлі

У 1985 році більше 200 американських учених й інженерів об'єдналися для того, щоб побудувати в пустелі величезну скляну будівлю із зразками земної флори і фауни. Планувалось герметично закрити будівлю від будь-яких надходжень сторонніх речовин та енергії (крім енергії сонячного світла) й поселити там на два роки команду з восьми добровольців, яких відразу прозвали «біонавтами». Експеримент повинен був сприяти вивченню зв'язків у природній біосфері та перевірити можливість тривалого існування людей у замкненій системі, наприклад при далеких космічних польотах. Постачати кисень повинні були рослини. Вода, як розраховували, буде забезпечуватися природним кругообігом і процесами біологічного самоочищення. Їжа (рослини, м'ясо, риба, яйця та молоко) — з місцевих рослин і тварин. Команда повинна була вести щоденні записи про сільськогосподарське виробництво, зміни в екосистемах і про атмосферні умови.
Внутрішня площа будівлі (1,3 га) поділялася на три основні частини. У першій розмістилися зразки п'яти характерних екосистем Землі:

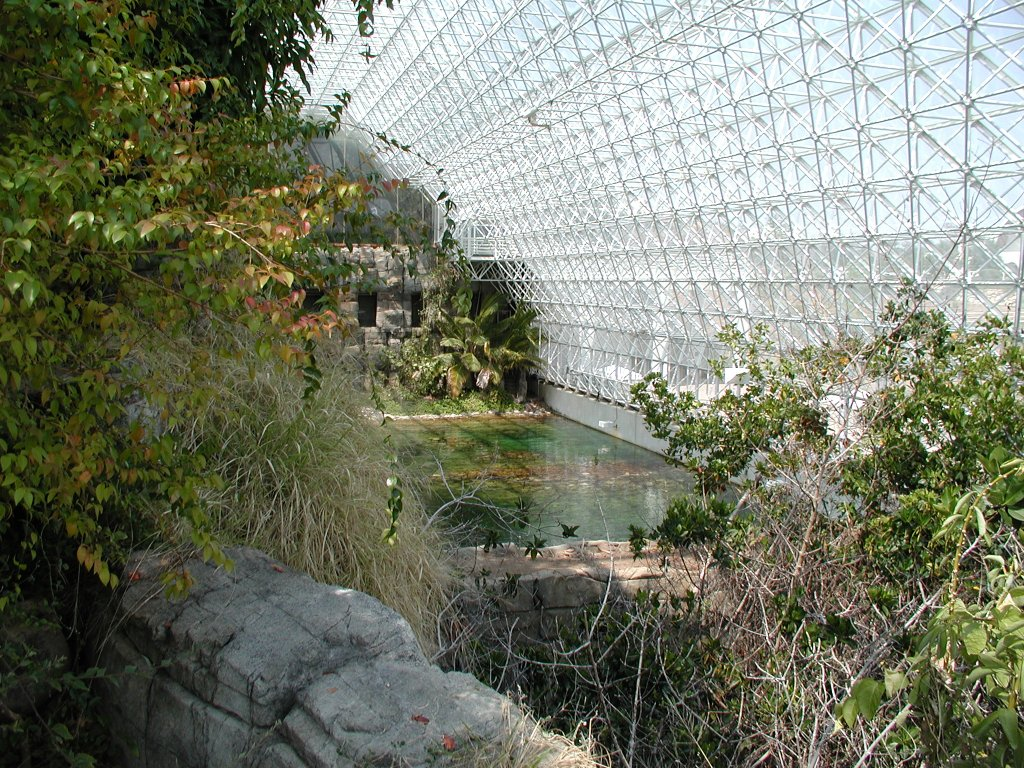
Блоки «Океан» та «Савана»

- «Ліс» — ділянка тропічного лісу,
- «Океан» — басейн з солоною водою,
- «Пустеля»,
- «Савана» з річкою,
- «Болото».

У всіх цих частинах поселили відібраних ботаніками і зоологами представників флори і фауни. Серед 80 рослинних культур були рис, ямс, арахіс, сорго, просо, буряк, пшениця, морква, перець, банани, інжир, помідори, капуста, баклажани, цибуля, папайя, квасоля, солодка та біла картопля, кабачки та трави. Для боротьби зі шкідниками використовувалися жуків сонечок. 4 види тарганів призначалися для переробки органічних речовин. Учасники проєкту не використовували хімічних добрив чи пестицидів. Загалом у «Біосфері 2» співіснували 3000 видів рослин і тварин. Передбачалося, що частина з них вимре до кінця експерименту, тому для кожної екологічної ніші запроваджувалися декілька видів.
Другу частину будівлі відвели системам життєзабезпечення: 0,25 га для вирощування їстівних рослин (139 видів, враховуючи тропічні фрукти з «Лісу»), басейни для риби (взяли тиляпію, як невибагливий вид, що швидко набирає масу) і відсік біологічного очищення стічних вод. Житлові відсіки для «біонавтів» (кожному 33 м² з загальною їдальнею та вітальнею). Сонячні батареї забезпечували електроенергію для комп'ютерів і нічного освітлення.

### Перша місія

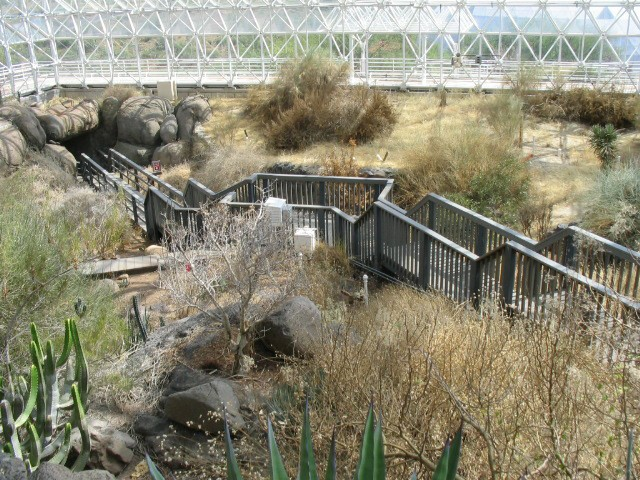
Блок «Пустеля» в серпні 2005 року

Наприкінці вересня 1991 року вісім осіб (4 чоловіків і 4 жінок) зачинили у скляній оранжереї. Незабаром почалися проблеми. Погода виявилася надзвичайно хмарною, йшов дощ з конденсату, фотосинтез відбувався слабше норми. Через два тижні учасниця місії Джейн Пойнтер відрізала собі кінчик пальця в машині для обмолочення рису. Лікар місії Рой Волфорд пришив його, але пізніше вирішив, що постраждалій потрібно поїхати до лікарні для додаткової операції. Повернувшись у комплекс «Біосфера 2», Пойнтер принесла надані керівництвом місії деталі комп'ютера та кольорову фотоплівку.
Восьмеро членів піддослідної команди могли зустрітися з друзями та родиною біля вікон або спілкуватися по телефону. Вони могли читати книжки та організовувати вільний час на свій розсуд. Попри мінімальний необхідний для виживання раціон, учасники експерименту готували на свята сир, морозиво та фруктові смузі, виготовляли бананове вино, рисове пиво і буряковий віскі. Вони споживали 1800 калорій щодня, потім збільшивши його до 2200 калорій. Часте вживання бататів, бананів і моркви зумовило помаранчевий відтінок шкіри людей. Курятину та рибу споживали раз на тиждень, у неділю.
Через тиждень після початку експерименту вміст кисню в повітрі став зменшуватися. На той час це було не критично, та якщо тенденція збереглася б, через рік повітря стало б непридатним для дихання. Біонавти почали вирішувати проблему заздалегідь, висаджуючи нові рослини та збільшивши потужність резервного поглинача вуглекислого газу. В блоці «Океан» через зростання рівня вуглекислого газу збільшилася кислотність води. Корали в ній гинули, тож доводилося використовувати добавки, щоб знизити кислотність води. За відсутності вітру в «Джунглях» дерева стали крихкими та ламалися. В «Пустелі» конденсована на стелі вода випадала в вигляді дощів.
У ґрунті, особливо в блоці «Джунглі», розмножились бактерії, які споживали кисень, і за 16 місяців його вміст у повітрі знизився з нормальних 21 % до 14 %. Довелося додавати кисень ззовні, з балонів, привезених на вантажівках. Пізніше виявилося, що вуглекислий газ поглинається бетоном, а отже і зв'язаний у ньому кисень. Через брак сонячного світла урожаї їстівних рослин виявилися гіршими за розраховані, тому населення «Біосфери 2» постійно голодувало (вже в листопаді довелося розкрити продуктовий надзвичайний запас, за два роки досліду середня втрата ваги біонавтів склала 13 %). Вимерли заселені комахи-запилювачі та колібрі (загалом вимерло від 15 до 30 % видів), зате розмножувались таргани та мурахи. Посіви вразили черви нематоди та кліщі. Всупереч повідомленим попередньо умовам, двічі на місяць «Біосфера 2» забезпечувалася насінням, вітамінами, мишоловками та іншими припасами ззовні.

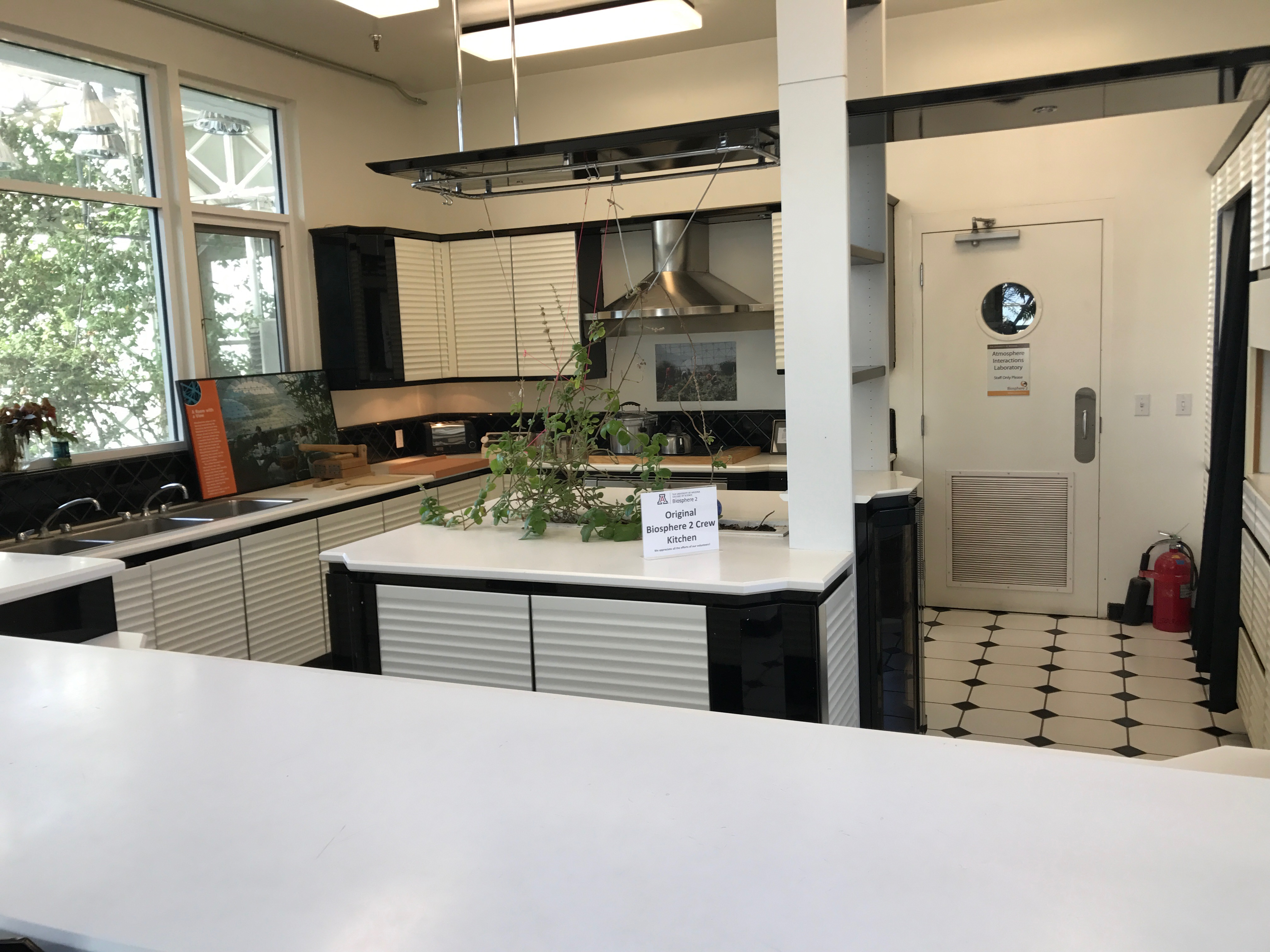
Кухня команди першої місії

Після пів року експерименту група розділилася на дві по чотири людини в кожній. Одна група хотіла змінити керівництво та пріоритети місії, приділяючи більше часу науці. Інша прагнула зберегти поточне керівництво та цілі. Між ними настали недоброзичливі стосунки.
Експеримент завершився 26 вересня 1993 року. Біонавти все ж таки змогли прожити намічені два роки, але в цілому експеримент виявився неналежно підготованим. Втім, він підтвердив, наскільки тонкі й вразливі механізми біосфери, що забезпечують наше життя, і що людині для довготривалого виживання необхідне біорізноманітне середовище.
Через 10 місяців після закінчення місії консультативна рада експертів проєкту розкритикувала неточно визначені цілі та відсутність наукового досвіду у команди. Керівництво проєкту саморозпустилося незадовго після початку наступної місії.

### Друга місія
Після закінчення першої місії було проведено об'ємне дослідження та, за результатами, виконано удосконалення технічних систем комплексу. Було покращено ізоляцію залізобетонних конструкцій для усунення недоліку поглинання ними двоокису вуглецю. Друга місія розпочалася 6 березня 1994 року, запланованою тривалістю шість місяців. Колектив зміг досягнути самозабезпечення їжею завдяки вирощуванню менш вибагливих до світла рослинних культур.
1 квітня 1994 року через розбіжності місію було звільнено від обслуговування Службою маршалів США, на чолі залишилася компанія Bannon & Co (очолювана Стівом Бенноном) з Беверлі-Гіллз, Каліфорнія.
О 3-й годині ночі 5 квітня 1994 року учасники першої місії Абігейл Олінг та Марк Ван Тійо порушили цілісність внутрішньої атмосфері проєкту, відкривши ззовні герметичні двері та розбивши скляні панелі у галереї. Мотивом Олінг слугувало надання учасникам можливості обрати продовження місії або шанс достроково покинути комплекс.
Друга місія завершилася достроково 6 вересня 1994 року.

## Подальша доля проєкту
У грудні 1995 року проєкт переданий під управління Колумбійському університету. Використовувався як дослідницька лабораторія та корпус. У 2003 році керівництво комплексом повернулося до власників. У червні 2007 року установу продано CDO Ranching & Development, L.P. за 50 мільйонів доларів. Університет Аризони оголосив, що візьме під догляд основні дослідницькі будівлі та у співробітництві з новими власниками продовжує підтримку будівель та території проєкту.

## Сучасний стан
Гігантська споруда використовується зараз для окремих дослідів з тваринами і рослинами. Зокрема — для досліджень росту коралів та рослиноїдних риб. У комплексі проводять екскурсії для туристів та школярів.

## У популярній культурі
- «Біобудинок» (англ. Bio-Dome, 1996) — американський комедійний фільм, заснований на експерименті «Біосфера 2».
- «Космічний корабель "Земля"» (англ. Spaceship Earth, 2020) — документальний фільм про експеримент «Біосфера 2».